# Koji Kumagai
Koji Kumagai (født 23. oktober 1975) er en tidligere japansk fodboldspiller.
Han har spillet for flere forskellige klubber i sin karriere, herunder Kashima Antlers og Vegalta Sendai.